# NIPRNet
NIPRNet (Non-Secure Internet Protocol Router Network) est un réseau informatique servant pour les échanges d'informations non classifiées mais sensibles entre ses usagers autorisés tout en leur donnant accès à Internet. Il comprend un ensemble de routeurs IP détenus par le département de la Défense des États-Unis (DoD). NIPRNet a été créé par le Defense Information Systems Agency (DISA) dans le but de se substituer à MILNET.
NIPRNet ne partage aucune infrastructure réseau avec Internet, mais l’échange de données peut s’effectuer via des supports de stockage comme des cd-roms ou des clés USB. Il permet une connectivité transparente pour les applications logicielles qui ne sont pas destinées aux opérations militaires. Les communications en provenance de SIPRNet, réseau à communications chiffrées, peuvent y transiter, elles sont alors qualifiées de SIPR over NIPR.
SIPRNet et NIPRnet sont surnommés SIPR (prononcé sipper) et NIPR (prononcé nipper)